# Charles W. Morris
Charles William Morris (* 23. Mai 1901 in Denver, Colorado; † 15. Januar 1979 in Gainesville, Florida) war ein US-amerikanischer Semiotiker und Philosoph.

## Leben
Charles Morris machte zuerst einen Abschluss als Ingenieur („Engineering“) an der Northwestern University in Chicago. Danach erwarb er den Doktorgrad (Ph.D.) an der University of Chicago bei George Herbert Mead, der als Begründer der Sozialpsychologie gilt und in der Philosophie den Pragmatismus vertrat. Morris lehrte zunächst von 1925 bis 1931 an der Rice University/Houston, Texas, sodann in Chicago von 1931 bis 1958 und schließlich an der University of Florida in Gainesville. Morris hatte den Vorsitz der Western Division der American Philosophical Association und war Mitglied der American Academy of Arts and Sciences (1952).
Morris veröffentlichte seine Mitschriften der Vorlesungen von George Herbert Mead und trug damit wesentlich dazu bei, diesen bekannt zu machen.
In den 1930er Jahren unterstützte Morris die Emigration einer Reihe deutscher und österreichischer Philosophen in die Vereinigten Staaten. Darunter befand sich auch Rudolf Carnap, mit dem er von 1936 bis 1952 als Kollege in Chicago arbeitete. Morris war Mitglied des Kreises für die Einheitswissenschaft (Unitiy of Science) und gemeinsam mit Carnap und Otto Neurath Mitherausgeber der International Encyclopedia of Unified Science. Hierdurch hatte er enge Verbindung zum Wiener Kreis.
Morris begründete eine eigene Richtung des Pragmatismus. Mit seinem Buch Paths of Life: Preface to a World Religion 1942 trat er für eine neue Formen religiösen Glaubens ein. Es wurde von C. Wright Mills als Fluchtversuch des pragmatistischen Philosophen vor den akuten gesellschaftspolitischen Problemen gewertet, als eine Ausdrucksform der Selbstentfremdung des Intellektuellen.
Ein bedeutender Schüler von Morris war der Semiotiker Thomas Sebeok.

## Lehre

### Zeichenbegriff
Morris vertrat einen pragmatischen Zeichenbegriff, indem er an Stelle eines Begriffs oder Gedankens ein Verhalten setzte: „Ein Zeichen ist nun am besten folgendermaßen zu charakterisieren: Z (Zeichenträger) ist für ein Verhalten I (Interpretant) ein Zeichen des Gegenstandes D (Designat), sofern I eine Notiznahme von D aufgrund des Auftretens von Z ist.“. Daraus folgte für ihn für den Begriff der Semiose (Zeichenprozess): "Demnach nimmt in der Semiose etwas von etwas anderem mittelbar, das heißt durch Vermittlung von etwas Drittem, Notiz. Eine Semiose ist also ein mittelbar-Notiz-Nehmen-von. Die Vermittler sind Zeichenträger; die Notiznahmen sind Interpretanten; die Akteure in diesem Prozess sind Interpreten; das, von dem Notiz genommen wird, sind Designate."

### Interpretant - Interpret
Morris unterschied den Interpretanten begrifflich vom Interpreten.
Der Begriff des Interpretanten gehe auf Peirce zurück. In der aristotelischen Tradition sei Interpretant der Begriff oder der Gedanke gewesen.
„Interpretant“ sei zu definieren als „Notiznahme“, als „Effekt, der in irgendeinem Rezipienten ausgelöst wird und durch den die betreffende Sache ihm als Zeichen erscheint“. 
"Der Interpretant eines Zeichens ist die Gewohnheit, kraft derer dem Zeichenträger die Designation bestimmter Gegenstandsarten oder Sachverhaltsarten zugeschrieben wird; ..."
Diese Sicht beruht auf einem expliziten Behaviorismus, wie auch die Gleichsetzung oder Parallelisierung seiner Beispiele zeigt: (Beispiel 1: „Ein Hund antwortet mit einem Verhalten (I) (scilicet: = Interpretant !), das zum Jagen von Eichhörnchen gehört, auf einen bestimmten Laut (Z) ...“; Beispiel 2: „ein Reisender stellt sich ein (I) auf eine bestimmte Gegend der Welt (D), wenn er von einem Freund einen Brief (Z) erhält“. Morris selbst sieht den Behaviorismus aber nicht als die einzig mögliche Interpretation seines Zeichenmodells an. Für den Behaviorismus spreche jedoch die damit verbundene Überwindung der „introspektive(n) Schulpsychologie“.
Es bestehen trotz der Anlehnung an die Semiotik von Charles S. Peirce wesentliche Unterschiede zu Peirce. Während Peirce seine Semiotik auf allgemeine Kategorien der Wahrnehmung gründete und jeden Gedanken als Zeichen auffasste, entwickelte Morris eine behavioristische Sichtweise auf die Zeichen, die als wissenschaftliches Programm eine deskriptiv-empirische Beobachtung des Gebrauchs von Zeichen im sozialen Kontext verfolgte.

### Der Begriff der Pragmatik
Das pragmatische Verständnis des Zeichenprozesses führt zur Einbeziehung des Interpreten in das Zeichenmodell. Der Teil der Semiotik, der sich mit der Beziehung des Zeichenträgers zu dem Interpreten befasst, wird von Morris Pragmatik genannt. Dies unter Bezug auf den Ausdruck „Pragmatismus“.
Diese Einbeziehung erfolgt dabei in einem weiten Sinn: „Da zu den meisten, wenn nicht allen Zeichen lebende Organismen als Interpreten gehören, kann man die Pragmatik hinreichend genau mit den Worten charakterisieren, dass sie sich mit den lebensbezogenen Aspekten der Semiose beschäftigt, d. h. mit allen psychologischen, biologischen und soziologischen Phänomenen, die im Zeichenprozess auftreten.“

### Die Einteilung der Semiotik in Syntaktik - Semantik - Pragmatik
Von Morris stammt die für die Semiotik fundamentale Unterscheidung in Syntaktik, Semantik und Pragmatik.
„Auf der Grundlage der drei Korrelate Zeichenträger, Designat und Interpret in der dreistelligen Zeichenrelation lassen (24) sich für die genauere Untersuchung einige zweistellige Relationen abstrahieren.“
Hervorzuheben ist, dass hier als Bezugspunkt der Pragmatik der Interpret und nicht der Interpretant genannt wird.
Die Interpretation erfolgt uneinheitlich:
So heißt es in der Vorgängerversion: In seinem Buch Foundations of the Theory of Signs schlug er die triadische Unterteilung eines semiotischen Zeichens in „interpretant“ (Interpretation als Verhaltensdisposition), „denotatum“ (Bezug als Handlungsgegenstand) und „significatum“ (auch „sign vehicle“; Bedeutung als Bedingung zur Erfüllung des Zeichengehalts) vor.
In einem Nachwort zur deutschen Übersetzung wird als Bezugspunkt der Pragmatik sowohl das Interpretant (als "Handlung des mittelbar Notiznehmens") als auch der Interpret genannt.

## Veröffentlichungen (Auswahl)
Semiotik
- Foundations of the Theory of Signs (= International Encyclopedia of Unified Science. Band 1, Nr. 2). Chicago 1938; 12. Auflage 1966.
  - deutscher Titel: Grundlagen der Zeichentheorie. In: Charles William Morris (Hrsg.): Grundlagen der Zeichentheorie, Ästhetik der Zeichentheorie. Fischer, Frankfurt am Main 1988, ISBN 3-596-27406-0.
- Esthetics and the Theory of Signs (1939), in: Ästhetik der Zeichentheorie, in: Charles William Morris, Grundlagen der Zeichentheorie, Ästhetik der Zeichentheorie, Frankfurt a. M., Fischer (1988). - ISBN 3-596-27406-0)
- Signs, Language, and Behavior (1946)
- Signification and Significance (1964)
- Writings on the General Theory of Signs (1971)

übrige Philosophie
- Mind, Self, and Society (1934), a collection of George Herbert Mead's lectures.
- Scientific Empiricism (1938). In: Otto Neurath, Rudolf Carnap, Charles Morris (Hrsg.): International Encyclopedia of Unified Science. Band 1, Nr. 1. University of Chicago Press, Chicago, Ill. 1938.
- als Hrsg. mit Otto Neurath, Niels Bohr, John Dewey, Bertrand Russell und Rudolf Carnap: Encyclopedia and Unified Science (= International Encyclopedia of Unified Science. Band 1, Nr. 1). Chicago 1938.
- Paths of Life: Preface to a World Religion (1942)
- The Open Self (1948)
- Varieties of Human Value (1956)
- The Pragmatic Movement in American Philosophy (1970)
- Six Theories of Mind
- Logical Positivism, Pragmatism, and Scientific Empiricism.